# Ichthyomyzon fossor
Ichthyomyzon fossor är en ryggsträngsdjursart som beskrevs av Reighard och Cummins 1916. Ichthyomyzon fossor ingår i släktet Ichthyomyzon och familjen nejonögon. Inga underarter finns listade i Catalogue of Life.